# 506 Marion
506 Marion је астероид главног астероидног појаса са пречником од приближно 105,94 km.
Афел астероида је на удаљености од 3,488 астрономских јединица (АЈ) од Сунца, а перихел на 2,593 АЈ.
Ексцентрицитет орбите износи 0,147, инклинација (нагиб) орбите у односу на раван еклиптике 16,993 степени, а орбитални период износи 1936,794 дана (5,302 година).
Апсолутна магнитуда астероида је 8,85 а геометријски албедо 0,045.
Астероид је откривен 17. фебруара 1903. године.